# Jerzy Leszczyński
Jerzy Leszczyński (Varsavia, 6 febbraio 1884 – Varsavia, 9 luglio 1959) è stato un attore polacco di cinema e teatro.
Figlio di attori, Leszczyński esordì nella città di Łódź e successivamente (nel 1904) recitò a Cracovia, a Leopoli e (dal 1912) a Varsavia. Ebbe successo nelle tournée nei teatri delle città polacche in particolare per le sue interpretazioni in opere di Shakespeare, Schiller, P. de Beaumarchais e Fredro. Recitò le parti del protagonista in Mazepa di J. Słowacki, Cyrano de Bergerac di E. Rostand e Samuel Zborowski di F. Goetel. 

## Filmografia parziale
- Pan Tadeusz, regia di Ryszard Ordyński (1928)
- Barbara Radziwiłłówna, regia di Józef Lejtes (1936)
- Wierna rzeka, regia di Leonard Buczkowski (1936)
- Halka, regia di Juliusz Gardan (1937)
- Fiamme su Varsavia (Ulica Graniczna), regia di Aleksander Ford (1948)